# Winthemia subpicera
Winthemia subpicera är en tvåvingeart som först beskrevs av Walker 1853.  Winthemia subpicera ingår i släktet Winthemia och familjen parasitflugor. Inga underarter finns listade i Catalogue of Life.